# Georg Kaßler
Georg Kaßler (* 8. April 1887 in Berlin; † 8. Oktober 1962 in Ost-Berlin) war ein deutscher Politiker (KPD).

## Leben und Wirken

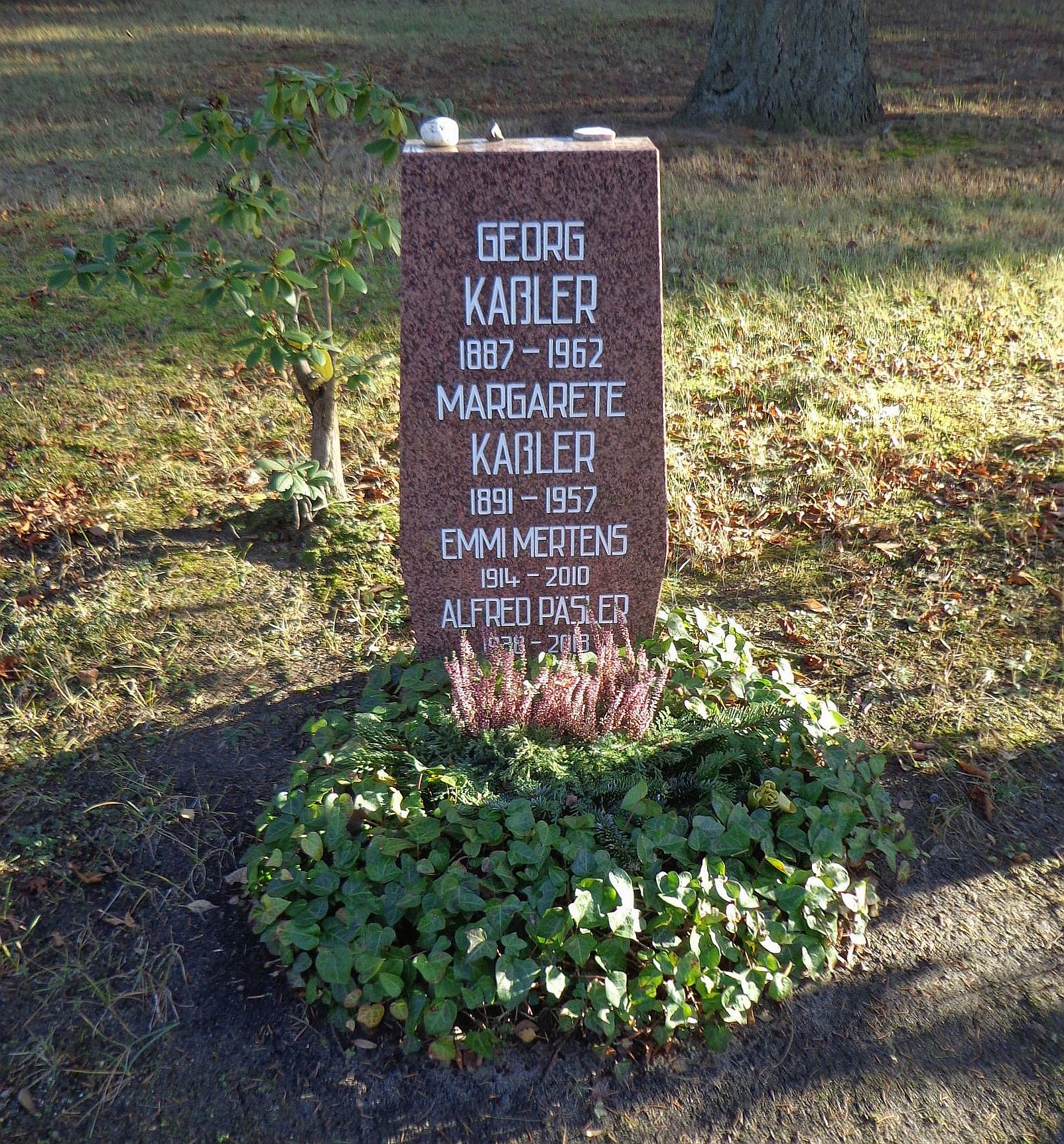
Grabstätte

Kaßler besuchte die Volksschule in Berlin. Anschließend erlernte er das Schriftsetzerhandwerk. 1904 wurde er Mitglied der Sozialdemokratischen Partei Deutschlands, 1905 der Gewerkschaft.
Nach dem Ersten Weltkrieg trat Kaßler in die Kommunistische Partei Deutschlands (KPD) ein. 1925 wurde er für diese Bezirksverordneter.
Im Mai 1928 wurde Kaßler als Kandidat seiner Partei für den Wahlkreis 4 (Potsdam I) in den Reichstag gewählt, dem er bis Juli 1932 angehörte.
Während des Zweiten Weltkrieges war Kaßler als Funktionär für die Auslands-KPD in der Sowjetunion tätig. Nach dem deutschen Angriff auf die Sowjetunion war er als Politinstrukteur im Nationalkomitee Freies Deutschland mit der politischen Betreuung von Kriegsgefangenen befasst. Unter anderem wirkte er in der Antifa-Schule im Lager 165 in Gorki und im Kriegsgefangenenlager Nr. 95 in Jelabuga. In einer im Juli 1941 im Auftrag von Walter Ulbricht erstellten Studie postulierte Kaßler die Gefangenen als Reservoir anzusehen aus denen man die „revolutionären Kader“ für die spätere Rückkehr nach Deutschland entwickeln müsse.
Kaßlers Nachlass wird heute in der Stiftung Archiv der Parteien und Massenorganisationen der DDR (SAPMO) in der Außenstelle des Bundesarchives in Berlin-Lichterfelde aufbewahrt. Er besitzt einen Umfang von 0,5 laufenden Regalmetern, umfasst Materialien aus den Jahren 1932 bis 1962 und trägt die Signatur "NY 4064".
1962 wurde ihm in der DDR der Vaterländische Verdienstorden in Gold verliehen. Seine Urne wurde in der Grabanlage „Pergolenweg“ des Zentralfriedhofs Friedrichsfelde in Berlin-Lichtenberg beigesetzt.